# Municipio de Burleigh
El municipio de Burleigh (en inglés: Burleigh Township) es un municipio ubicado en el condado de Iosco en el estado estadounidense de Míchigan. En el año 2010 tenía una población de 787 habitantes y una densidad poblacional de 8,77 personas por km².

## Geografía
El municipio de Burleigh se encuentra ubicado en las coordenadas 44°12′10″N 83°49′20″O / 44.20278, -83.82222. Según la Oficina del Censo de los Estados Unidos, el municipio tiene una superficie total de 89.76 km², de la cual 89,73 km² corresponden a tierra firme y (0,04 %) 0,03 km² es agua.

## Demografía
Según el censo de 2010, había 787 personas residiendo en el municipio de Burleigh. La densidad de población era de 8,77 hab./km². De los 787 habitantes, el municipio de Burleigh estaba compuesto por el 95,55 % blancos, el 1,52 % eran amerindios, el 0,13 % eran asiáticos, el 0,13 % eran de otras razas y el 2,67 % eran de una mezcla de razas. Del total de la población el 2,16 % eran hispanos o latinos de cualquier raza.